# Nöjesskatt
Nöjesskatt var en skatt i Sverige på offentliga nöjestillställningar.
Skatten infördes 1919 som en kommunalskatt för nöjen som allmänheten hade tillträde till mot avgift, med 10% av biljettintäkterna vid kulturella och 20% vid andra föreställningar. Vetenskapliga tillställningar och tillställningar anordnade i undervisningssyfte var undantagna. 1945 beslutades att kommunerna skulle betala hälften och vid biografföreställningar 3/4, av dessa skatteinkomster till staten. Skatten avskaffades 1963.